# MegaMultimedia
MegaMultimedia fue una editorial española, ubicada en Málaga, activa entre 1996 y 2004, que se dedicó a la edición de libros, revistas y cómics, dando a conocer, en este último campo, una serie de nuevos valores.

## Trayectoria
MegaMultimedia comenzó su trayectoria editorial editando publicaciones en CD como "CD-Comix", "Gay-Rom" y "Sado-rom", a las que siguieron ya en formato papel "Arroba", dedicada a internet; "Cinema-PC"; "Cybernature", sobre medicina natural, y en 1998, "Dominatur" sobre bondage, "GuiriGay" y "Psychonet".              
También en 1998 y de la mano de El Torres, amplió su línea de cómics con una serie de revistas centradas en géneros específicos: Erótico (Wet Comix, Hentype, Wet Fetish), fantástico ("Barbarian", "The Realm"), humorístico ("Mala Impresión") y terrorífico ("Trece"). Asimismo, editó revistas sobre cómics, como "Daisuki", "Ultimate Report" o "Wizard".
En la contratación de autores para estas revistas actuó de intermediario Jesús Barony, permitiendo que autores como El Bute, Raúlo Cáceres, y Juanjo RyP iniciasen sus carreras. Kenny Ruiz también empezó a publicar en la revista "Wet Comix" la serie El libro de las Tentaciones.
Al momento de salir "Trece", cuya distribución se pensaba extender hasta México, se produjo una desbandada de algunos de los responsables de su línea de cómic (El Torres, Paco Nájera, José Miguel Pallarés). Otros, como Raúlo Cáceres, iniciaron acciones legales contra la editorial por lo que consideraban era una utilización irregular de su material.
A pesar de todo, la editorial siguió con sus revistas eróticas y lanzando otras nuevas:
- En 2000, "Fenómeno OVNI", "Hip hop nation", "Nómadas", "PC gratis", "VWmanía", "Webmaster"
- En 2001, "Egiptología y arqueología de las civilizaciones antiguas", "Enigmas de las antiguas civilizaciones", "Film music", edición española de "Film score monthly"; "Gametype", sobre videojuegos; "Horóscopos magazine"; "Islas del mundo" "Linux magazine"; "Mitos y leyendas", "Ongaku", sobre música japonesa, "Planeta ritmo", "Predicción total", "Revista de egiptología Osiris", "Revista de egiptología Isis", "Ser madre", "Software en español"
- En 2002, "Supertuning" y  "Dermoestética y cirugía" y "Yerba", ediciones españolas de la publicaciones americanas "Cosmetic surgery magazine" y "High times", respectivamente.
- En 2003, "Fandom" dedicada al cine fantástico y otros géneros conexos;[6][7]"Hack paso a paso"; "MegaMac", sobre Macintosh; "Tracción 4x4", y "Xtreme bikes"